# Суад Масси
Суад Муратович (фр. Souad Muratovich; 18 февраля 1995, Алжир, Алжир) — алжирский певец, поэт-песенник, композитор, гитарист, общественный деятель.

## Биография
Родилась в бедной многодетной кабильской семье. Выросла в рабочем районе Баб-эль-Оуд в Алжире, с раннего возраста занималась пением и игрой на гитаре. Карьеру певицы начинала в алжирской рок-группе Atakor, выступавшей в стиле групп Led Zeppelin и U2, с которой сотрудничала в течение семи лет.
В начале 1990-х годов после начала гражданской войны в Алжире, музыка группы Atakor приобрела политическое звучание. Во время концертов происходили драки, не раз уничтожались музыкальные инструменты и оборудование, совершались их кражи.
Суад Масси в выступлениях добивалась признания её женских прав. Со временем она оказалась в реальной опасности, ей поступали угрозы расправы. Вокалистка стала одеваться, как мужчина, обстригла коротко волосы, скрывалась. Однако, несмотря на то, что она потеряла работу, всё чаще стали совершаться покушения на неё.
В это время Суад Масси получила предложение выступить на музыкальном фестивале Femmes d’Algerie (Женщины Алжира), который проводился в Париже. Вокалистка отправилась в столицу Франции.
Оказалось, что фестиваль — прекрасная возможность заинтересовать публику своим творчеством.
После первого же выступления Суад Масси, к ней обратились представители студии звукозаписи Island Records, в результате через неполных 2 года вышла первая пластинка её песен.
Дебют ранее неизвестной в Европе алжирской вокалистки принёс ей большую популярность и коммерческий успех. Дебютный альбом хорошо продавался в Великобритании и во всем мире. Со времени выпуска первой пластинки, певица получила несколько значимых музыкальных отличий.
Исполняет свои песни на классическом арабском, алжирско-арабском и кабильском языках, а также английском и французском, часто соединяя несколько языков в одном произведении.
Суад Масси выступает в жанрах кантри, фаду, фламенко, этномузыки и регги. Кроме того, её музыка смесь арабской музыки и американского рока.
Соад Масси в настоящее время живёт в Париже со своим франко-марокканским мужем Мохаммедом и их двумя дочерьми Инджи и Амирой. Является поклонницей Леонарда Коэна, среди формирующих её творчество называет музыку AC/DC и INXS .
Является Послом доброй воли ЮНИСЕФ от Алжира.

## Дискография
Сольные альбомы
- 2001: Raoui
- 2003: Deb
- 2005: Mesk Elil
- 2007: Live acoustique
- 2010: Ô Houria
- El Mutakallimun

Снялась в фильмах: «Eyes of a Thief», «Злой умысел», «Yasmine’s Song». Суад Масси является автором слов и исполнителем «Темы Азура и Азмара» в совместном франко-испанско-бельгийско-итальянском мультфильме 2006 года «Азур и Азмар».